# Eurychoria foederatica
Eurychoria foederatica là một loài bướm đêm trong họ Geometridae.